# Autoroute Hanoï–Hoa Binh
L'autoroute Hà Nội–Hòa Bình (Đường cao toc Hà Nội – Hòa Bình, sigle CT.03) est une autoroute située au Viêt Nam.

## Parcours
La CT.08 part du périphérique 3 à Trung Hoa dans le district de Cau Giay d'Hanoï , puis traverse les localités: Trung Hoa (district de Cau Giay), Me Tri , Phu Do , Dai Mo et Tay Mo (district de Nam Tu Liem); An Khanh , An Thuong , Song Phuong et Van Con (district de Hoai Duc); Yen Son , Quoc Oai , Ngoc My et Ngoc Liep (district de Quoc Oai); Dong Truc , Ha Bang , Thach Hoa , Tien Xuan , Yen Binh et Yen Trung (district de Thach That) et Yen Bai (district de Ba Vi) à Hanoï; Quang Tien , Mong Hoa , Ky Son et Trung Minh (Hoa Binh)  elle se termine à Trung Minh dans la ville de Hoa Binh.